# غيلبرت شاندلير
غيلبرت شاندلير (بالإنجليزية: Gilbert Chandler)‏ هو  ولاعب كرة قدم أسترالية وسياسي أسترالي، ولد في 29 أغسطس 1903 في أستراليا، وتوفي في 8 أبريل 1974 في أستراليا. حزبياً، نشط في حزب أستراليا المتحدة. وقد انتخب عضو المجلس التشريعي الفيكتوري.

## روابط خارجية
- غيلبرت شاندلير على موقع AustralianFootball.com (الإنجليزية)
- غيلبرت شاندلير على موقع AFLtables.com (الإنجليزية)